# Point-to-Point Tunneling Protocol
Das Point-to-Point Tunneling Protocol (PPTP) ist ein Netzwerkprotokoll, das auf das Internet Protocol aufsetzt und dem Aufbau eines Virtual Private Network (VPN) in einem Rechnernetz dient. Das Verfahren gilt seit 2012 betreffend Verschlüsselung als gebrochen und unsicher.
Mittels PPTP wird ein VPN geschaffen, indem ein Tunnel für das Point-to-Point Protocol gebildet wird. Es lässt Raum für jede denkbare Form der Authentifizierung und Verschlüsselung. Die Initialisierung erfolgt über TCP-Port 1723 und die Datenflusssteuerung anschließend nach dem Generic Routing Encapsulation (GRE).
PPTP wurde von einem Herstellerkonsortium entwickelt, zu dem 3Com und Microsoft gehörten. Im Juni 1996 reichte es den ersten Entwurf bei der Internet Engineering Task Force ein. Die erste Implementierung war Bestandteil von Microsoft Windows NT 4.0 und außerdem für Windows 95 erhältlich.

## Sicherheit
1998 veröffentlichte der Sicherheitsexperte Bruce Schneier eine Analyse der Implementierung von Microsoft, die eine Vielzahl von Schwachstellen aufdeckte. Die meisten waren nicht in der eigentlichen Implementierung von PPTP begründet, sondern in der Implementierung der Authentifizierung und Verschlüsselung. Keines von beidem musste aber überwunden werden, um über PPTP einen Bluescreen auszulösen. Microsoft verbesserte umgehend sowohl die Implementierung vom Challenge Handshake Authentication Protocol, als auch die der Microsoft Point-To-Point Encryption, blieb aber dabei, dass der Benutzer durch die Qualität seines Passworts bestimmt, wie sicher beides ist.
2012 präsentierte Verschlüsselungsexperte Moxie Marlinspike ein Webangebot, das beliebige VPN- und WLAN-Verbindungen innerhalb eines Tages knacken können soll. Die Zeitschrift c’t konnte das Verfahren erfolgreich anwenden und sprach deshalb vom „Todesstoß für PPTP“.

## Verwendung
Seit PPTP im Jahr 1999 als RFC 2637 veröffentlicht wurde, ist es für fast alle Betriebssysteme implementiert worden. So existiert unter anderem ein PPTP-Client für OpenBSD, FreeBSD, NetBSD, macOS und iOS. Linux unterstützt PPTP seit Kernel-Version 2.0. Viele moderne Router und Firewalls haben einen PPTP-Server integriert.
Unter anderem in Österreich, Italien, Belgien, und den Niederlanden wird das PPTP-Protokoll oberhalb von PPP over ATM für DSL-Verbindungen genutzt. In Deutschland und der Schweiz wird hingegen meist PPP over Ethernet genutzt.

## Spezifikationen
- RFC: <a href='https://datatracker.ietf.org/doc/html/rfc2637' class='extiw' title='rfc:2637'>2637</a> – Point-to-Point Tunneling Protocol (PPTP). Juli 1999 (englisch).